# Colloma
Colloma (auch: Colluma) ist eine Ortschaft im Departamento Potosí im südamerikanischen Andenstaat Bolivien.

## Lage im Nahraum
Colloma liegt in der Provinz Alonso de Ibáñez und ist zentraler Ort im Cantón Colloma im Municipio Sacaca. Die Ortschaft liegt auf einer Höhe von 3360 m in einem der Hochtäler der Cordillera Azanaques, die Bergrücken direkt östlich der Ortschaft steigen bis auf über 4000 m an. Der Ort liegt am Río Chayanta, der weiter flussabwärts den Namen "Río San Pedro" trägt und in den Río Grande mündet.

## Geographie
Colloma liegt am Nordwestrand der bolivianischen Cordillera Central. Das Klima der Region ist ein typisches Tageszeitenklima, bei dem die mittleren Temperaturschwankungen im Tagesverlauf deutlicher ausfallen als im Jahresverlauf.
Die langjährige Durchschnittstemperatur in der Tallage beträgt 13 °C (siehe Klimadiagramm Caripuyo) und schwankt zwischen 9 °C im Juni/Juli und mehr als 15 °C von November bis März. Der Jahresniederschlag liegt bei knapp 500 mm, von April bis Oktober herrscht eine Trockenzeit mit Monatsniederschlägen von weniger als 20 mm, nur im Januar und Februar werden Monatswerte von knapp über 100 mm erreicht.

## Verkehrsnetz
Colloma liegt in einer Entfernung von 165 Straßenkilometern südöstlich von Oruro, der Hauptstadt des benachbarten Departamento Oruro, und 309 Straßenkilometer entfernt von Potosí.
Von Oruro führt die asphaltierte Nationalstraße Ruta 1 in südlicher Richtung 22 Kilometer über Vinto nach Machacamarquita, acht Kilometer nördlich von Machacamarca gelegen. In Machacamarquita zweigt die Ruta 6 in südöstlicher Richtung ab und erreicht über Huanuni und über Passhöhen von mehr als 4.500 m nach 79 Kilometern die Stadt Llallagua. Von dort führt die Ruta 6 weitere 7 Kilometer in die Provinzhauptstadt Uncía. Hier zweigt eine unbefestigte Landstraße nach Osten ab, erreicht nach 17 Kilometern Chayanta und führt weiter in nordöstlicher Richtung über Irupata nach Colloma.

## Bevölkerung
Die Einwohnerzahl der Ortschaft zwischen 1992 und 2012 auf mehr als das Doppelte angestiegen:
| Jahr | Einwohner | Quelle       |
| ---- | --------- | ------------ |
| 1992 | 170       | Volkszählung |
| 2001 | 248       | Volkszählung |
| 2012 | 347       | Volkszählung |
| 2024 |           | Volkszählung |

Die Region weist einen hohen Anteil an Quechua-Bevölkerung auf, im Municipio Sacaca sprechen 84,5 Prozent der Bevölkerung Quechua.